# رومان بیروا
رومان بیروا (لهستانی: Roman Bierła؛ زادهٔ ۲۱ مارس ۱۹۵۷) کشتی‌گیر اهل لهستان بود.